# Jhan Gero
Jhan Gero (họ của ông có thể là Ghero hoặc Giero, tên của ông thỉnh thoảng được gọi là Jehan hoặc Jan) (bắt đầu hoạt động từ năm 1540-1555) là nhà soạn nhạc thuộc trường phái Những Người Hà Lan. Có vẻ ông hay làm việc tại Ý, đặc biệt là Venice. Ông là một người chuyên sử dụng phong cách note nere khi nó trở nên phổ biến vào thập niên 1540. Ngoài ra, ông cũng viết các tác phẩm âm nhạc mang tính chất mô phạm, có lẽ chúng được viết cho việc giảng dạy cho các ca sĩ mới vào nghề.

## Cuộc đời
Không có thông tin gì về khoảng thời gian đầu đời của Gero. Nhưng có thông tin cho rằng ông đến từ phía bắc châu Âu, có lẽ là Flanders. Đó là nơi mà nhiều nhà soạn nhạc sinh ra và những người này lại làm việc ở Ý. Có vẻ Gero đã có sự thăng tiến trong sự nghiệp khi làm việc cho các công ty do nhà soạn nhạc thuộc trường phái Venice quản lý như của Antonio Gardane và Girolamo Scotto. Có thể những người Ý này đã nhận Gero để sắp xếp các tác phẩm âm nhạc của các nhà soạn nhạc khác. Đó có thể chính là tập sách được xuất bản vào năm 1541, tập sách này bao gồm các bản madrigal tiếng Ý và chanson tiếng Pháp. Nguyên bản của chúng là dành cho 3 hoặc 4 giọng, tuy nhiên chúng đã được sắp xếp lại và chỉ còn dành cho 2 giọng với mỗi tác phẩm khác nhau. Cuốn sách này đã được in nhiều lần, công việc đó chỉ kết thúc vào cuối thế kỷ 17.
Gero trở thành một maestro di cappella cho Pietro Antonio Sanseverino, vị lãnh chúa của Bisignano, trong một khoảng thời gian không xác định, theo một lời đề cho một cuốn sách gồm các bản motet của Gero được xuất bản vào năm 1555. Sau năm này, không có thông tin nào thêm về cuộc sống của ông. 

## Âm nhạc và sự ảnh hưởng
Trong thập niên 1540, ông cho xuất bản các bản madrigal. Chúng đều mang phong cách note nere. Với phong cách này, các nốt nhạc sẽ biểu diễn các âm tiết nhanh (các nốt có giá trị một phần tư nốt đen sẽ được lựa chọn nhiều hơn các nốt có giá trị một nửa nốt đen). Những đoạn nhanh sẽ được xen kẽ với các đoạn chậm hơn và lệch âm là điều phổ biến.
Âm nhạc của Gero có phạm vi rộng, phổ biến ở Ý và Đức.